# Квинт Сервилий Ахала
Квинт Сервилий Ахала (на латински: Quintus Servilius Ahala) e политик на Римската република през 4 век пр.н.е. Произлиза от клон Ахала на старата патрицииска фамилия Сервилии.

## Политическа кариера
През 365 пр.н.е. той е консул с колега Луций Генуций Авентиненсис. През 362 пр.н.е. е консул за втори път отново с колега Луций Генуций Авентиненсис, който е убит в битка против херниките.
През 360 пр.н.е. е диктатор. През 355 пр.н.е. е interrex. През 351 пр.н.е. е началник на конницата на диктатор Марк Фабий Амбуст. През 342 пр.н.е. е консул за трети път.